# Angelo Giacomo Mott
Angelo Giacomo Mott (Fiera di Primiero, 3 luglio 1902 – Borgo Valsugana, 18 luglio 1963) è stato un politico e medico italiano, nato in Trentino sotto l'Impero Austro-ungarico, è stato senatore nelle prime quattro legislature della Repubblica italiana.

## Biografia
Formatosi politicamente nell'Azione Cattolica e nel Partito Popolare, al quale si era iscritto fin dal 1920, fu amico e collaboratore di Alcide De Gasperi. Laureatosi in medicina e chirurgia all'Università degli Studi di Padova, prese parte alla Seconda guerra mondiale come Ufficiale medico di complemento, e dopo l'8 settembre 1943 si unì alla lotta clandestina contro il nazifascismo.
Fu eletto Senatore nel collegio di Pergine Valsugana nel 1948 e riconfermato nelle tre legislature successive. La sua attività politica coincise con i primi quindici anni di attività del Senato della Repubblica Italiana, contribuendo ai lavori dell'Assemblea e delle Commissioni industria, commercio e finanze, delle quali fece successivamente parte.
Dal 1953 al 1958 ricoprì incarichi di Governo come Sottosegretario alle Finanze e al tesoro, nonché Alto Commissario per l'Igiene e la Sanità, fornendo un importante contributo alla istituzione del Ministero della Sanità (che risale proprio al 1958). È stato anche Vicepresidente della Federazione dei consorzi cooperativi di Trento, Presidente della Società Avisio e Presidente della Fiera di Trento.
Venne rieletto per un'ultima volta senatore alle elezioni dell'aprile 1963, morì il 18 luglio successivo all'età di 61 anni; al suo posto al Senato subentrò Luigi Candido Rosati.